# Шубартубек
Шубартубек (каз. Шұбартүбек) — село в Саркандском районе Жетысуской области Казахстана. Входит в состав Карашиганского сельского округа. Код КАТО — 196051200.

## Население
В 1999 году население села составляло 227 человек (114 мужчин и 113 женщин). По данным переписи 2009 года, в селе проживали 192 человека (95 мужчин и 97 женщин).